# کریستف مولر
کریستف مولر (انگلیسی: Christoph Mueller) (زاده ۱۹۶۱) کارآفرین، بازرگان و مدیر ارشد اجرایی آلمانی است، که در حال حاضر به‌عنوان مدیر عامل اجرایی شرکت هواپیمایی مالزی فعالیت می‌کند.